# Несущая способность грунтов
Несущая способность грунтов — способность грунта выдерживать нагрузки.По Терцаги фундамент считается фундаментом мелкого заложения, если его глубина меньше или равна его ширине[уточнить]. Более поздние исследования, однако, показали, что фундаменты с глубиной в 3-4 раза больше его ширины также могут быть определены как фундаменты мелкого заложения.
Терцаги разработал метод определения несущей способности грунта в 1943 году. Для квадратных фундаментов:
{\displaystyle q_{ult}=1.3c'N_{c}+\sigma '_{zD}N_{q}+0.4\gamma 'BN_{\gamma }\ }
Для ленточных фундаментов:
{\displaystyle q_{ult}=c'N_{c}+\sigma '_{zD}N_{q}+0.5\gamma 'BN_{\gamma }\ }
Для круглой плиты-основания:
{\displaystyle q_{ult}=1.3c'N_{c}+\sigma '_{zD}N_{q}+0.3\gamma 'BN_{\gamma }\ }
где
{\displaystyle N_{q}={\frac {e^{2\pi \left(0.75-\phi '/360\right)\tan \phi '}}{2\cos ^{2}\left(45+\phi '/2\right)}}}
{\displaystyle N_{c}=5.14\ } for φ' = 0
{\displaystyle N_{c}={\frac {N_{q}-1}{\tan \phi '}}} for φ' > 0
{\displaystyle N_{\gamma }={\frac {\tan \phi '}{2}}\left({\frac {K_{p\gamma }}{\cos ^{2}\phi '}}-1\right)}
c′ -коэффициент сцепления.
σzD′ — вертикальное эффективное напряжение на глубине основания.
γ′ — удельный вес грунта
B — ширина или диаметр фундамента.
φ′ — угол естественного трения.
Kpγ — определяется графически. Упрощения были сделаны для избавления от необходимости Kpγ  в формуле Кодуто (погрешность 10 %):
{\displaystyle N_{\gamma }={\frac {2\left(N_{q}+1\right)\tan \phi '}{1+0.4\sin 4\phi '}}}
Для грунтов, испытывающих сдвиговые напряжения Терцаги предложил следующие изменения в предыдущие уравнения. Уравнения приведены ниже.
Для квадратных фундаментов:
{\displaystyle q_{ult}=0.867c'N'_{c}+\sigma '_{zD}N'_{q}+0.4\gamma 'BN'_{\gamma }\ }
Для ленточных фундаментов:
{\displaystyle q_{ult}={\frac {2}{3}}c'N'_{c}+\sigma '_{zD}N'_{q}+0.5\gamma 'BN'_{\gamma }\ }
Для круглой основы:
{\displaystyle q_{ult}=0.867c'N'_{c}+\sigma '_{zD}N'_{q}+0.3\gamma 'BN'_{\gamma }\ }